# Uta squamata
Uta squamata är en ödleart som beskrevs av  Mary Cynthia Dickerson 1919. Uta squamata ingår i släktet Uta och familjen Phrynosomatidae. Inga underarter finns listade i Catalogue of Life.
Arten förekommer på ön Isla Santa Catalina i Californiaviken. Den klippiga ön är täckt av gräs och taggiga buskar.
För beståndet är inga hot kända. Hela populationen anses vara stabil. IUCN listar arten som livskraftig (LC).